# Francesc Xavier Asarta i Ferraz
Francisco Javier Asarta Ferraz (Graus, Aragó 1936) és un arquitecte i professor universitari aragonès.
Va néixer el 3 de desembre de 1936 a la població de Graus, situada a la comarca de la Ribagorça (Huesca). Establert a Catalunya va estudiar arquitectura a l'Escola Tècnica Superior d'Arquitectura de Barcelona, que en aquells moments formava part de la Universitat de Barcelona i que avui en dia forma part de la Universitat Politècnica de Catalunya, on es va graduar el 1966 i en la qual fou professor entre 1966 i 1991. Membre fundador de la Comissió de Defensa del Patrimoni Arquitectònic Català, entitat dependent de la Generalitat de Catalunya, és membre del Col·legi d'Arquitectes de Catalunya.
L'any 1997 fou guardonat, juntament amb Robert Brufau i Raquel Lacuesta, amb el Premi Nacional de Patrimoni Cultural concedit per la Generalitat de Catalunya per la restauració de la Casa Milà.